# الرونة (كحلان عفار)

تعديل مصدري - تعديل

الرونة هي إحدى قرى عزلة الدقيمي بمديرية كحلان عفار التابعة لمحافظة حجة، بلغ تعداد سكانها 140 نسمة حسب تعداد اليمن لعام 2004.